# Carlo Azeglio Ciampi
Carlo Azeglio Ciampi (9. prosinec 1920 Livorno – 16. září 2016 Řím) byl italský politik, prezident Italské republiky.

## Biografie
Vystudoval literaturu na universitě Scuola Normale of Pisa. Po získání diplomu roku 1941 nastoupil vojenskou službu v Albánii. 8. září 1943, v den uzavření příměří Spojenců s Itálií, odmítl setrvat ve fašistické italské republice a uchýlil se do oblasti Abruzzo. Poté se mu podařilo přejít frontu do Bari, kde se připojil k italskému hnutí odporu Partito d'Azione.
V letech 1993 až 1994 byl italským premiérem. V letech 1999 až 2006 zastával funkci prezidenta Itálie. Až do své smrti byl členem italského senátu.